# Channel Express
Channel Express era uma companhia aérea com sede em Dorset, Inglaterra, Reino Unido. Sua base principal era o Aeroporto de Bournemouth.

## História
A companhia aérea foi fundada em janeiro de 1978 e iniciou suas operações em 1978. A companhia aérea adotou o nome Channel Express em 1983. Em 2002, a Channel Express estabeleceu sua marca de baixo custo Jet2, cujo nome adotou em janeiro de 2006.

## Frota
A frota da Channel Express consistia nas seguintes aeronaves:
| Aeronaves      | Total | Notas |
| -------------- | ----- | ----- |
| Boeing 737-300 | 13    |       |
| Airbus A300    | 6     |       |
| Total          | 19    |       |